# 호세 소리야

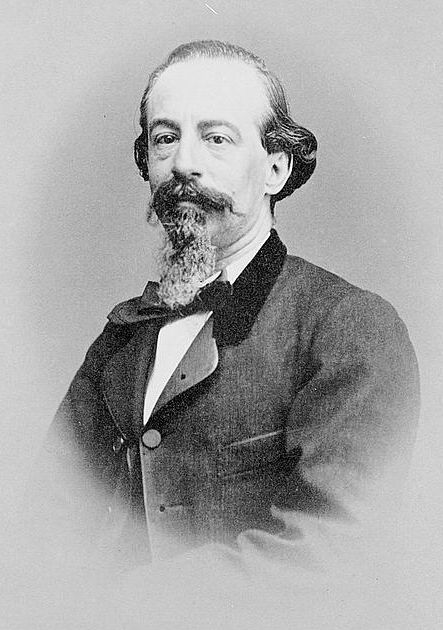

호세 소리야(Jose Zorrilla y Moral, 1817-1893)는 스페인의 시인·극작가이다.
일찍부터 시나 희곡을 발표하여 성공을 거두었으나 평범한 생활에 싫증을 느껴 프랑스, 멕시코 등지로 방랑했다.
에스파냐의 낭만주의 성숙기에 활약했으며 그의 시나 희곡은 많은 국민대중들에게 공감을 갖게 했다. ‘조국과 종교, 이 두 개야말로 최고의 이념’이라 부르짖었고 작품의 음악성은 하나의 큰 특색이기는 했으나 너무나도 운율적인 점 때문에 공허하다는 불만도 들었다. 시작(詩作)에 있어서는 국토회복을 취급한 <그라나다>를 비롯하여 <전설 시집>이 있다. 그를 국민적 극시인(劇詩人)으로 만든 것은 <돈 환 테노리오>의 성공이었다. 희곡 <돈 환 테노리오>는 티르소데 몰리나에 의해 윤색된 전설상의 인물 돈 환을 무대 위에 재등장시켜 국민적 희곡의 하나로 만들었던 것이다. 이 밖에 희곡으로는 <구둣방 주인과 국왕> <고트족의 단검> 등이 있다.